# Кућа народног хероја Драгана Јевтића
Кућа народног хероја Драгана Јевтића у Горњем Милановцу представља непокретно културно добро као споменик културе.
У кући се родио народни херој Драган Јевтић-Шкепо, командант 15. дивизије НОВ Југославије.